# Peter Lang (voile)
Pour les articles homonymes, voir Peter Lang.
Peter Lang, né le 12 juin 1989 à Vejle, est un marin danois.
Lors des épreuves de voile des Jeux olympiques de 2012 se déroulant à Londres, il participe aux courses de 49er et remporte la médaille de bronze avec son compatriote Allan Nørregaard.